# Стулов, Владимир Владимирович
Владимир Владимирович Стулов (род. 4 апреля 1983, Хорлово, Московская область) — российский хоккеист, нападающий. Мастер спорта России (2008).

## Биография
Воспитанник воскресенского хоккея. Начинал играть в сезоне-1999/2000 за «Химик-2» Воскресенск (24 матча в 1 лиге) и «Рязань» (1 матч во 2 лиге). Затем выступал за команды «Газовик» Тюмень (2000/01), «Металлург» Серов и «Факел» Лесной (2001/02), «Мечел» и «Мечел-2» (2002/03), «Воронеж» (2003/04), «Металлург» Новокузнецк (2003/04 — 2004/05), «Химик» Воскресенск (2005/06 — 2006/07, 2007/08, 2008/09 — 2009/10), «Молот-Прикамье» (2006/07, 2007/08), «Динамо» Минск (2007/08, Кубок Беларуси), «Рязань» (2008/09), «Ижсталь», «Ижсталь-2» и «Ариада-Акпарс» (2010/11).